# Dirty Vegas
I Dirty Vegas sono un gruppo musicale di musica house britannica originario di Londra e attivo dal 2001. Il gruppo si è sciolto nel 2005 per poi ricostituirsi nel 2008.

## Storia
Il gruppo è conosciuto soprattutto per la hit internazionale Days Go By, inserita nel primo album del 2002 e in uno spot televisivo della Mitsubishi Eclipse. Hanno vinto due Grammy Awards. Nel 2004 è uscito il secondo album. Nel maggio 2005 il gruppo ha deciso di interrompere la propria attività. Nel febbraio 2008, tuttavia, il gruppo si è ricompattato.

## Formazione
- Steve Smith
- Ben Harris
- Paul Harris

## Discografia
Album studio
- Dirty Vegas (2002)
- One (2004)
- Electric Love (2011)